# 喜兵衛島
喜兵衛島（きへいじま、きべえじま）は、香川県香川郡直島町に属する無人島である。瀬戸内海の直島諸島に属している。

## 地理
喜兵衛島は、本州から約2キロメートルほど隔てた、岡山県玉野市中心部の東に位置する。本州からの交通手段は玉野市宇野港からが近い。約100メートルほど隔てた隣の屏風島とは鉄網を用いたコンクリート人道橋と堤防でつながっている。
東西に長い四角形から、北東角と北西角で半島を突き出した形である。東西約450メートル、南北は約200メートル。面積は0.16平方キロメートル、最高点は海抜45メートル。島の大部分は丘陵で、平地は乏しい。4か所の砂浜がある。北面に北西浜と北東浜、南面の西よりに南東浜と南西浜である。

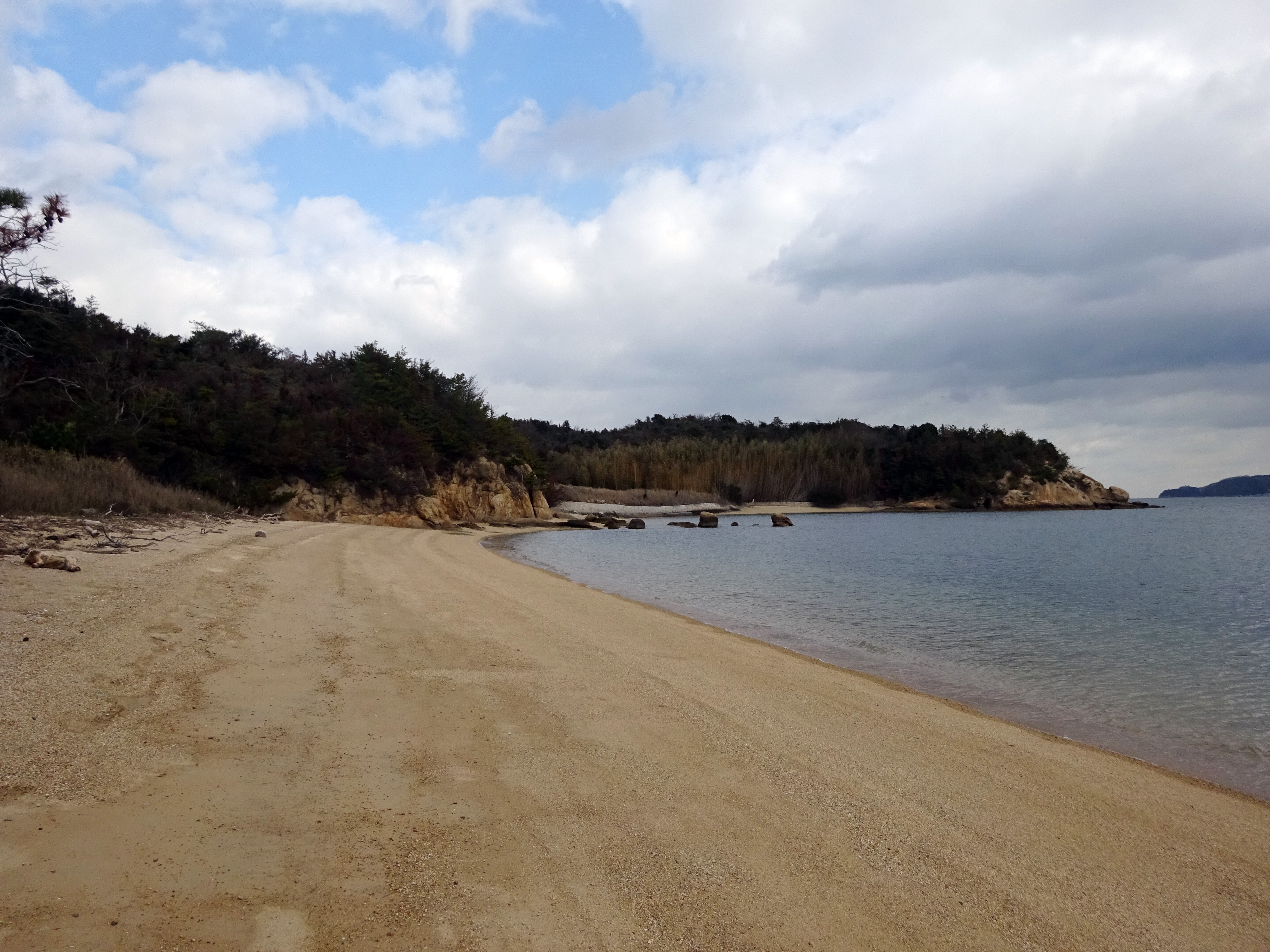
喜兵衛島の南側にある砂浜

## 歴史
喜兵衛島では、古墳時代に師楽式製塩土器を用いた塩作りが盛んに行われた。4つの砂浜すべてに土器片が散乱し、塩焼きの跡とともに喜兵衛島製塩遺跡と呼ばれる。当時は人が居住していたと考えられるが、住居跡はみつかっていない。丘には喜兵衛島古墳群があり、10メートル前後の古墳が13基残された
第二次世界大戦末期には、陸軍船舶兵が、舟艇を格納・隠蔽するために砂浜と傾斜地の境目に複数の掩蔽壕を掘った。
近現代には、島で採石業が営まれた。島の北東にその跡が残る。
また、1966年（昭和41年）まで、屏風島と喜兵衛島の間の海を堤で仕切って、ハマチを養殖していた。屏風島につながるコンクリート人道橋と堤はその名残である。
砂浜に散乱した土器片と丘の上の古墳については、1953年（昭和28年）から考古学者の近藤義郎が調査をはじめた。おびただしい土器片が散らばる意味は、当初不明だったが、調査の中で製塩に使われたものと判明した。似たような土器散乱は瀬戸内海を中心に広く分布しており、喜兵衛島は研究史の中で「謎の師楽土器」の正体が明かされたことで知られるようになった。1979年（昭和54年）6月25日には喜兵衛島製塩遺跡が国の史跡に指定された。